# AutomationML
AutomationML (Automation Markup Language) è un formato dati basato su XML per la memorizzazione e lo scambio di informazioni di catene di produzione fornito come standard aperto. Obiettivo di AutomationML è interconnettere i diversi strumenti delle varie discipline ingegneristiche, permettendo la descrizione di aspetti meccanici, elettrici ma anche logici e fisici in un unico standard. 

## Struttura
AutomationML descrive i componenti reali dell'impianto come oggetti che comprendono diversi aspetti. 
Un oggetto può essere costituito da altri sotto-oggetti e può essere esso stesso parte di una composizione più grande. Può descrivere una vite, una pinza, un robot o una cella di produzione completa a diversi livelli di dettaglio. La descrizione degli oggetti comprende informazioni su topologia, geometria, cinematica e logica, con quest'ultima che include sequenziamento, comportamento e controllo. 
AutomationML incorpora diversi standard attraverso collegamenti fortemente tipizzati tra i formati: 
1. Topologia implementata con CAEX (IEC 62424) 
 Proprietà e relazioni degli oggetti nella loro struttura gerarchica
2. Geometria implementata con COLLADA del gruppo Khronos 
 Attributi grafici e informazioni 3D
3. Cinematica implementata con COLLADA 
 Connessioni e dipendenze tra oggetti per supportare la pianificazione del movimento
4. Logica implementata con PLCopen XML 
 Sequenze di azioni, comportamento interno degli oggetti e connessioni I/O

AutomationML è progettato per integrare ulteriori formati futuri utilizzando lo stesso meccanismo di riferimento. 

## Storia
Dopo le prime valutazioni dei formati di scambio dati, Daimler ha avviato l'attività congiunta delle società ABB, KUKA, Rockwell Automation e Siemens insieme a netAllied, Zühlke, al Karlsruhe Institute of Technology (KIT) e all'Università di Magdeburgo nell'ottobre 2006 per definire e standardizzare l'Automation Markup Language (AutomationML) come formato intermedio per la Digital Factory. 
Nell'aprile 2009 è stata fondata un'organizzazione indipendente e l'istituto Fraunhofer IOSB ne è diventato il primo nuovo membro.